# Josef Seger
Josef Seger, nato Josef Ferdinand Norbert Segert, noto anche sotto i cognomi di Seeger, Seegr, Czegert, Secrt, Segert, Sekert, Zekert (Řepín, battezzato 21 marzo 1716 – Praga, 22 aprile 1782), è stato un compositore e organista ceco.
Egli fu una delle personalità più importanti della scuola organistica ceca del XVIII secolo ed è noto principalmente per l'attività d'insegnante.

## Biografia
Josef Seger nacque a Řepín, un paese vicino a Melník, in Boemia; la data di nascita non ci è nota, ma egli risulta esser stato battezzato il 21 marzo 1716. Ancora fanciullo giunse a Praga, dove frequentò il collegio gesuita presso il Clementinum e successivamente studiò filosofia all'università. Nel 1729 cantò con successo al Clementinum come contralto in un melodramma. Sempre come cantante fu attivo presso il convento dei minoriti della Chiesa di San Giacomo sotto la direzione di Franz Benda e Bohuslav Matěj Černohorský, il quale fu anche suo insegnante di musica: fu in questo periodo che entrò in contatto con i lavori dei maggiori compositori del barocco italiani, austriaci e tedeschi, tra i quali Angelo Berardi, Benedetto Marcello, Antonio Caldara, Johann Joseph Fux e František Ignác Antonín Tůma). Qualche tempo più tardi fu violinista presso la chiesa di San Martino della stessa città, ove erano Šimon Brixi, come di maestro di cappella, e Jan Zach, come organista titolare. Nel 1741 ricevette la posizione di organista nella Chiesa di Santa Maria di Týn e nel 1745 la stessa carica gli fu assegnata anche per la Chiesa dei Crocigeri. Nel settembre del 1772 incontrò Charles Burney, in soggiorno a Praga, il quale ammirò le abilità esecutive del musicista boemo e nel 1781 le sue qualità di organista furono ammirate dall'imperatore Giuseppe II, il quale era sul punto di assegnargli una posizione presso la corte di Vienna: tuttavia Seger morì prima che arrivasse il documento di conferma.

## Considerazione sull'artista
Seger fu uno dei compositori d'organo più prolifici del XVIII secolo, nonostante nessuno dei suoi lavori sia stato pubblicato durante la propria vita. La sua abilità compositiva era molto stimata sia dai contemporanei (fra i quali il celebre Johann Sebastian Bach) che dalle generazioni successive la sua morte: a conferma di ciò stanno le numerose copie e pubblicazione (postume) delle sue musiche che vennero realizzate. Burney lo riportò come "il miglior musico della città" (Praga) e testimoniò che Seger era ben conosciuto, nell'ambito musicale, in tutta l'Europa di allora.
I suoi numerosi preludi, toccate e fughe (che generalmente vengono considerati l'apice della produzione musicale di Seger) presentano le tipiche caratteristiche delle composizioni d'organo del tardo barocco. Tuttavia egli tese a comporre in prevalenza preludi e di scrivere fughe generalmente brevi, così come imposto dalla liturgia cattolica per la musica organistica solista.
Nelle sue composizioni sacre prevale la struttura contrappuntistica tradizionale (in particolare nelle sue messe e mottetti usava legare assieme polifonicamente voci e parti strumentali), ciononostante questo suo repertorio risulta essere di difficile valutazione, dato che diversi suoi lavori sono attribuibili anche ad altri compositori cechi e tedeschi, come a Brixi, Černohorský, Linek, Georg Muffat e altri compositori.
La sua musica nel complesso è caratterizzata da una vivace melodia ritmica, nella quale affiorano spesso coloriture, e dall'impiego di accordi variabili nell'accompagnamento al fine di accrescere l'espressione.
Nonostante egli fosse un apprezzatissimo compositore e organista, non ebbe molta fama come insegnante di composizione ed organo: fra i quali si ricordano Josef Mysliveček, Johann Antonin Kozeluch e Karel Blažej Kopřiva.

## Composizioni e scritti
- 82 composizioni per organo (preludi, toccate e fughe)
- Missa quadragesimalis, in fa magg., per 4 voci e organo
- Missa, in re min., per 4 voci, 2 violini, 2 tromboni e organo
- Missa choralis, in mi magg., per 4 voci e organo concertante
- Christus nobis natus est (mottetto in sol magg., per 4 voci, archi e organo)
- Audi filia (graduale in re magg., per 4 voci e organo)
- Ave regina, in la min., per 4 voci, 2 violini e organo
- Alma Redemptoris, in mi magg., per 4 voci, violetta, viola e organo
- Litaniae de sanctissimo sacramento, in fa magg., per 4 voci, 2 violini e organo
- Compieta per 4 voci, 2 violini e organo
- 200 lezioni ca. per basso continuo e organo